# Фламарион
Фламарион Жовиньо Фильо (порт.-браз. Flamarion Jovinho Filho; более известный как просто Фламарион (порт.-браз. Flamarion); род. 30 июля 1996, Бразилия) — бразильский и грузинский футболист, нападающий клуба «Пахтакор».

## Биография
Воспитанник клуба «Палмейрас». Профессиональную карьеру начинал в 2016 году в черногорском клубе «Ловчен», за который сыграл 5 матчей в чемпионате Черногории. В 2017 году перешёл в «Динамо» Батуми. В сезоне 2017 провёл 22 матча и отметился одной голевой передачей в высшей лиге Грузии и занял с командой 8 место в лиге. По итогам стыковых матчей за выживание против клуба «Сиони» «Динамо» вылетел в первую лигу. В следующем сезоне в первой лиге Фламарион сыграл 32 матча и забил 24 гола, став лучшим бомбардиром лиги, а его клуб занял первое место и вернулся в высший дивизион. В сезоне 2019 вместе с клубом стал серебряным призёром чемпионата Грузии и забив 17 голов, занял второе место в списке бомбардиров лиги. Также по итогам сезона Фламарион был назван лучшим игроком чемпионата Грузии 2019.
В сентябре 2020 года на правах аренды перешёл в волгоградский «Ротор». Дебютировал в российской Премьер-лиге 27 сентября в домашнем матче против «Рубина» (1:3), в котором отметился забитым голом на 61-й минуте. 24 октября, в матче 12-го тура против «Локомотива» (2:1), Фламарион отметился голом и голевой передачей и был признан лучшим игроком встречи. Для «Ротора» эта победа была первой в сезоне.
В декабре 2023 года футболист перешёл в французский «Валансьен».

## Достижения
«Динамо» Батуми
- Чемпион Грузии (2): 2021, 2023
- Победитель первой лиги Грузии: 2018
- Обладатель Суперкубка Грузии: 2022

### Личные
- Лучший бомбардир первой лиги Грузии: 2018 (24 гола)
- Лучший игрок чемпионата Грузии 2019